# Milt Buckner
 (mai 2025).
Si vous disposez d'ouvrages ou d'articles de référence ou si vous connaissez des sites web de qualité traitant du thème abordé ici, merci de compléter l'article en donnant les références utiles à sa vérifiabilité et en les liant à la section « Notes et références ».
Pour les articles homonymes, voir Buckner.
Milt Buckner (Milton Buckner) est un  pianiste, organiste, vibraphoniste, compositeur et arrangeur de jazz américain né le 10 juillet 1915 à Saint-Louis (Missouri) et mort le 27 juillet 1977 à Chicago (Illinois)
Il est le frère du saxophoniste Ted Buckner.

## Biographie
Milt Buckner commence sa carrière au sein des McKinney's Cotton Pickers. Il joue ensuite dans l'orchestre de Jimmy Raschell. En 1941, il rejoint le big band de Lionel Hampton dont il devient le pianiste et l'arrangeur. Avec Hampton, il écrit la plupart des arrangements les plus célèbres de l'orchestre (Hamp's Boogie Woogie, Million Dollar Smile, etc.. Il aimait d'ailleurs dire, avec l'humour et la distance qui le caractérisaient : « Hamp a eu l'argent, moi les applaudissements ! ». Il quitte cet orchestre pour former son propre big band, à la fin des années 1940, avec lequel il enregistre quelques faces fameuses pour le label MGM. Au cours des années 1950, il dirige ses propres petites formations et se consacre principalement à l'orgue Hammond dont il devient l'un des grands spécialistes à la suite de Wild Bill Davis, avant l'avènement de Jimmy Smith. À partir des années 1960, il se produit notamment en Europe dans le cadre des tournées Black and Blue.
Milt Buckner est le créateur au piano du style Block chords (ou locked hands) repris ensuite par de nombreux pianistes (George Shearing, Oscar Peterson…). Ce style convenait parfaitement au grand orchestre de Lionel Hampton et s'inscrivait dans la meilleure tradition des riffs destinés à « chauffer » et à préparer d'exaltants instants de frénésie rythmique et musicale. Une légende tenace dit que Milt Buckner découvrit cette technique parce qu'il avait de trop petites mains. Cette version, d'ailleurs reprise par lui-même dans un éclat de rire, dont il était coutumier, ne parait pas plausible. Ses mains étaient d'une taille normale et il pouvait jouer des intervalles de dixièmes sur le clavier.
Son jeu est parfaitement reconnaissable : block chords, riffs endiablés, basses aux pieds spectaculaires à l'orgue Hammond.
Parfois, sur certains enregistrements, on peut l'entendre chanter et répondre aux autres musiciens. Improvisateur de génie, ses développements suivent toujours une logique qui privilégie le chant et le swing et portent le témoignage de son grand talent d'arrangeur.
Milt effectue de nombreuses tournées en Europe à partir du milieu des années 1960, en particulier avec Jo Jones, l'un des plus grands batteurs de l'histoire du Jazz, et enregistre de nombreux et excellents disques pour le label Black and Blue.
Il était l'ami du chanteur comique Rodolphe Orville dit « Henry Lebatteur ».

## Discographie
- Vibe Boogie (au piano, avec L. Hampton, 1945)
- Chord a rebop (idem, 1946)
- Coun't basement (à l'orgue, 1956)
- Rockin' Hammond
- Mighty high (à l'orgue, 1959)
- Please Mr Organ player (1960}
- Play Chords  (au piano, 1966)
- Slam, Milt and Jo (au piano, 1971)
- Buck and Jo (à l'orgue, 1971 & 1972)
- Illinois Jacquet with Milt and Jo (1974)
- Caravan (au piano et à l'orgue, avec Jo Jones, 1974)
- Block Chords Parade (1974)